# David Brearly
David Brearly, David Brearley (ur. 1745, zm. w 1790) – amerykański prawnik i polityk.
W latach 1779–1789 był prezesem Sądu Najwyższego stanu New Jersey.
Był uczestnikiem Konwencji Konstytucyjnej w Filadelfii w 1787 roku, na której uzgodniono Konstytucję Stanów Zjednoczonych, której był sygnatariuszem.